# 高雄市立翠屏國民中小學
22°43′41.6″N 120°17′58.3″E / 22.728222°N 120.299528°E
高雄市立翠屏國民中小學（英文：Kaohsiung Municipal Cueiping Junior High and Elementary School，縮寫：TPJH或CPJH），簡稱翠屏國中小或翠屏中小學，是位於高雄市楠梓區的一所含有國民中學與國民小學的九年一貫實驗學校。

## 簡介[2]
1997年3月正式籌備，1999年8月1日開始招生，設有國中部及國小部。
學校願景為「多元、開放、樂觀、進取、純真、樸實、」，奠基學習力，厚植競爭力，培養每一位學生成為敦品勵學、積極主動、守規合群、具有終身學習能力的優質翠屏人。

## 歷任校長
- 楊志能 1999年8月1日至2007年7月31日
- 羅振宏 2007年8月1日至2014年7月31日
- 葉偉娟 2014年8月1日至2018年7月31日
- 黃景良 2018年8月1日至今

## 辦學理念[2]

### 讓學生快快樂樂的學習
- 學生是學習的主體
- 肯定學生的學習成就
- 鼓勵學生多元發展
- 注重學生人格陶冶

### 學校與社區的總體營造
- 家長是學校進步的助力
- 社區是學校經營的後盾
- 老師是學校發展的動力
- 社區融合是學校未來努力的方向

### 激發同學多元智力的發展

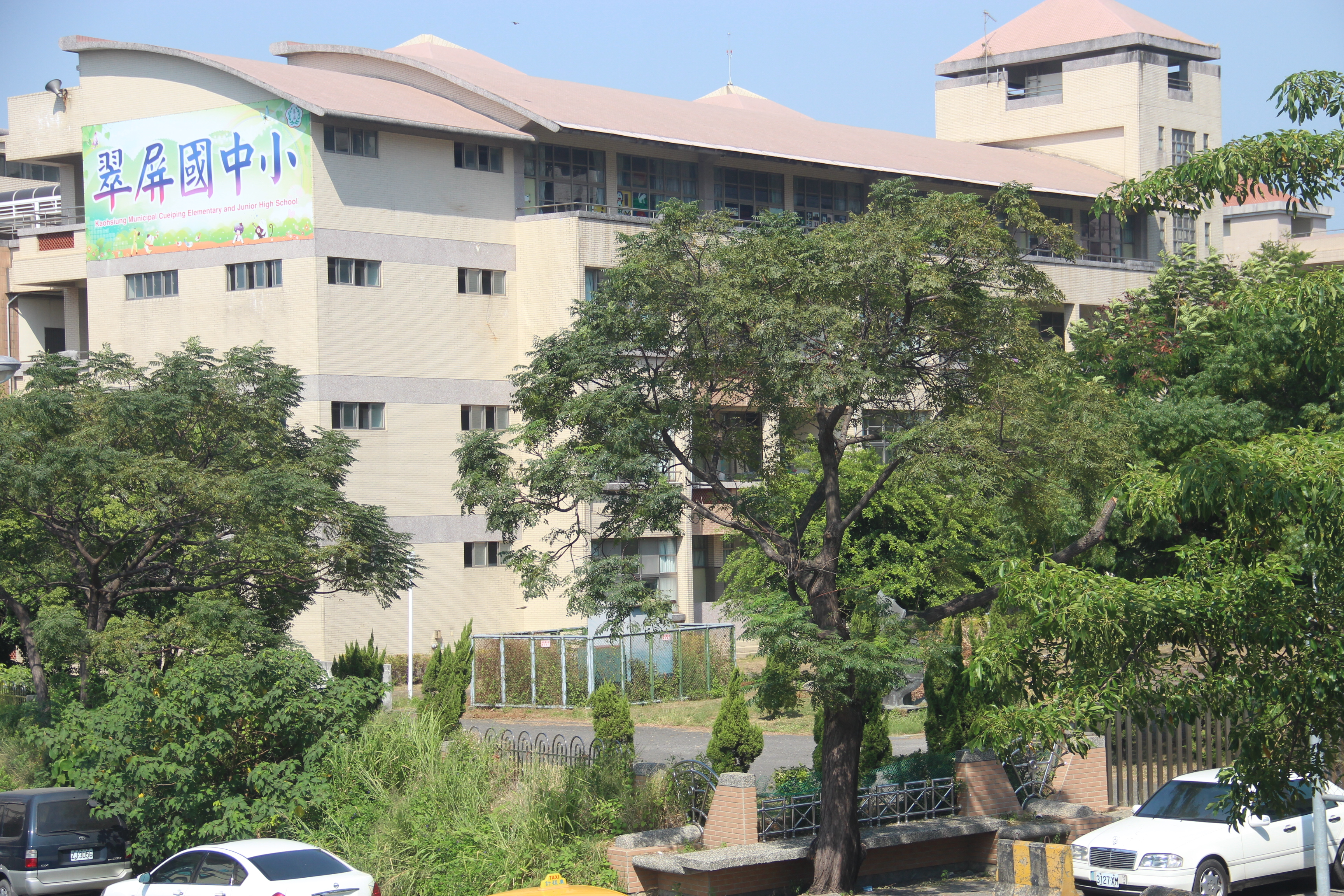
翠屏國中小國中部(西側門)

- 注重學生基本生活能力的培養
- 以開放教育的理念，提供同學更寬廣的學習空間
- 發展資訊與科技教育，提昇同學應用科技的能力
- 以視聽教學、活動設計來活化教學內涵

## 附註

## 外部連結
- 高雄市立翠屏國民中小學（繁體中文）
- 翠屏 YouTube